# Jordi Solé Camardons
Jordi Solé Camardons (n. Oliana, Lérida; 1959) es un escritor y sociolingüista español.
Es licenciado en Filología catalana por la Universidad de Barcelona, ha trabajado de profesor de literatura y lengua catalana en Igualada, Barcelona y Badalona y ha impartido cursos de didáctica de la sociolingüística y la literatura en diversos centros educativos de todo el ámbito catalán. Desde el 2005 trabaja de Asesor LIC (Lengua, Interculturalidad y Cohesión social) en Barcelona.
Discípulo de Lluís V. Aracil, se centró en el análisis del discurso sociolingüístico y la educación sociolingüística. Sus escritos se inscriben en la disciplina ecolingüística o “ecoidiomàtica” (1.ecología del modelo de lengua... 2. ecología de los usos y actitudes lingüísticas interpersonales (hábitos lingüísticos de los hablantes)... 3. ecología de las funciones sociales del idioma (política lingüística) y 4. ecología de los contactos interidiomaticos internacionales). En su tesi de licenciatura estudió el discurso presociolingüístico del pedagogo Delfí Dalmau y a partir de este moment se interesó también por el movimiento esperantista y adoptó una actitud crítica en relación con la presencia del inglés como interlengua de la humanidad.
Compromometido con el movimiento en defensa del catalán y el independentismo catalán desde los 17 años, creó los Grups de Defensa de la Llengua, impulsó la revista “Viure en Català” y militó en organizaciones independentistas como el PSAN o ERC. 
Desde el 1989 es miembro de la revista pedagógica “Escola Catalana” de Òmnium Cultural, fue el primer director de la revista “Llengua Nacional”. A principios de los años noventa del XX comienza a interesarse por la literatura especulativa o de ciencia ficción y publica ensayos (Les paraules del futur) y narraciones de esta temática participando activamente en este mundo.
El 2001 publica en colaboración con Francesc Ruiz y Rosa Sanz el primer Diccionari de Sociolingüística. Elabora una teoría de “las 7 tribus de la nación catalana” en que describe los distintos posicionamientos en relación con el discurso sobre el catalán y las ideologías lingüísticas. En diversos escritos estudia el discurso sociolingüístico de autores como Ramon Llull, Alexandre Galí, Carles Riba, Carles Salvador, Josep Yxart, Joaquim Casas Carbó, Josep Armengou, Carles Muñoz Espinalt, Joan Fuster, etc. y crítica el posicionamento ideológico del historiador Jaime Vicens Vives.

## Obra

### Narrativa
- 1995 – Els silencis d’Eslet.
- 2003 – La síndrome dels estranys sons.

### Ensayo
- 1988 – Sociolingüística per a joves - Edicions Biblària - Barcelona.
- 1991 – Text i context. Lectures des de la sociolingüística - Ed.La magrana - Barcelona.
- 1991 – Sobirania sociolingüística catalana - Ed. La llar del llibre - Barcelona.
- 1995 – Les paraules del futur . Llengües i comunicació en la ciència-ficció - Ed. 3i4. Valencia.
- 1996 – Historia social i política de la llengua catalana - Ed. 3i4 - Valencia.
- 1998 – Poliglotisme i raó - El discurs ecoidiomàtic de Delfí Dalmau - Pagès editors, Lérida.
- 2001 – Diccionari de sociolingüística - Ed. Enciclopedia Catalana - Barcelona.
- 2001 – El poliedre sociolingüístic - ed. 3i4 - Valencia.
- 2004 – Les set tribus de la nació catalana - Edicions Documenta Balear - Mallorca.
- 2007 – La llengua que ens va parir - Set pensadors a la recerca del català - ed. Dux - Barcelona.